# Drenovec (Črnomelj, Slovenija)
Drenovec je naselje u slovenskoj Općini Črnomelju. Drenovec se nalazi u pokrajini Dolenjskoj i statističkoj regiji Jugoistočnoj Sloveniji. 

## Stanovništvo
Prema popisu stanovništva iz 2002. godine naselje je imalo 145 stanovnika.